# Třída Mackerel (1940)
Třída Mackerel byla třída pobřežních diesel-elektrických ponorek námořnictva Spojených států amerických. Jednalo se o prototypy pobřežních ponorek určených k hlídkování a ochraně základen. Celkem byly postaveny dvě jednotky této třídy. Ve službě byly v letech 1941–1945. Jelikož se neosvědčily, za války sloužily pouze k výcviku.

## Stavba
Celkem byly v letech 1939–1941 postaveny dvě jednotky této třídy. První postavila loděnice Electric Boat Company v Grotonu ve státě Connecticut a její sesterskou loď loděnice Portsmouth Naval Shipyard v Kittery ve státě Maine.
Jednotky třídy Mackerel:
| Jméno                 | Loděnice                  | Založení kýlu | Spuštěna       | Vstup do služby | Osud           |
| --------------------- | ------------------------- | ------------- | -------------- | --------------- | -------------- |
| USS Mackerel (SS-204) | Electric Boat Company     | říjen 1939    | 28. září 1940  | 31. března 1941 | Vyřazena 1945. |
| USS Marlin (SS-205)   | Portsmouth Naval Shipyard | květen 1940   | 29. ledna 1941 | 1. srpna 1941   | Vyřazena 1945. |

## Konstrukce

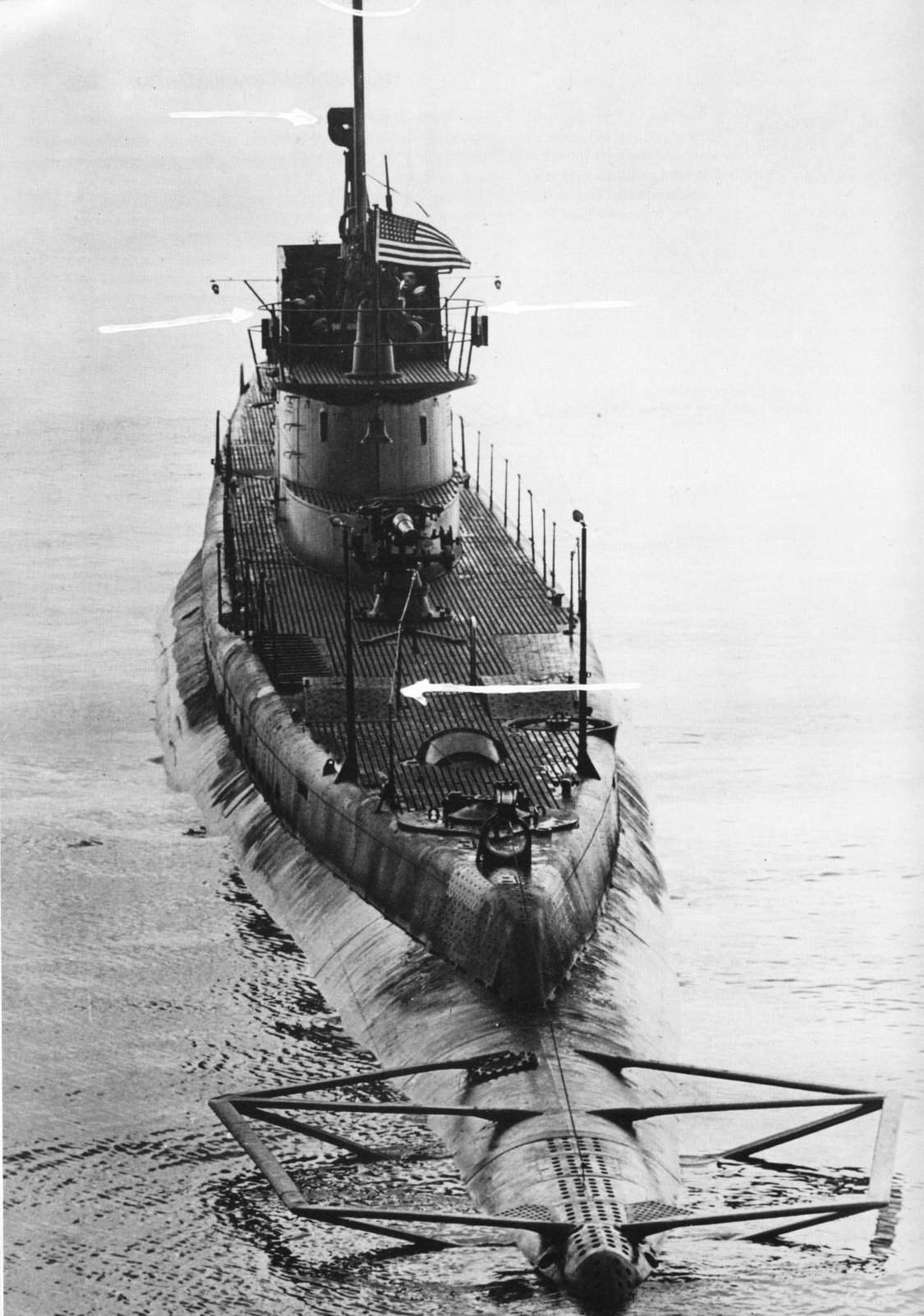
USS Marlin (SS-205)

Ponorky byly vyzbrojeny jedním 76,2mm kanónem, dvěma protiletadlovými 12,7mm kulomety a šesti 533mm torpédomety (čtyři na přídi a dva na zádi). Mohly naložit 12 torpéd. Pohonný systém tvořily čtyři diesely a čtyři elektromotory, pohánějící dva lodní šrouby. Typy a výkon agregátů se u obou ponorek lišily. Mackerel měla diesely o výkonu 3360 hp a elektromotory o výkonu 1500 hp. Nejvyšší rychlost na hladině dosahovala 16,2 uzlu a pod hladinou 11 uzlů. Dosah byl 6500 námořních mil při rychlosti 10 uzlů na hladině. Marlin měla diesely o výkonu 3400 hp a elektromotory o výkonu 1500 hp. Nejvyšší rychlost na hladině dosahovala 16,5 uzlu a pod hladinou 11 uzlů. Dosah byl 7400 námořních mil při rychlosti 10 uzlů na hladině. Operační hloubka ponoru až 75 metrů.

### Modernizace

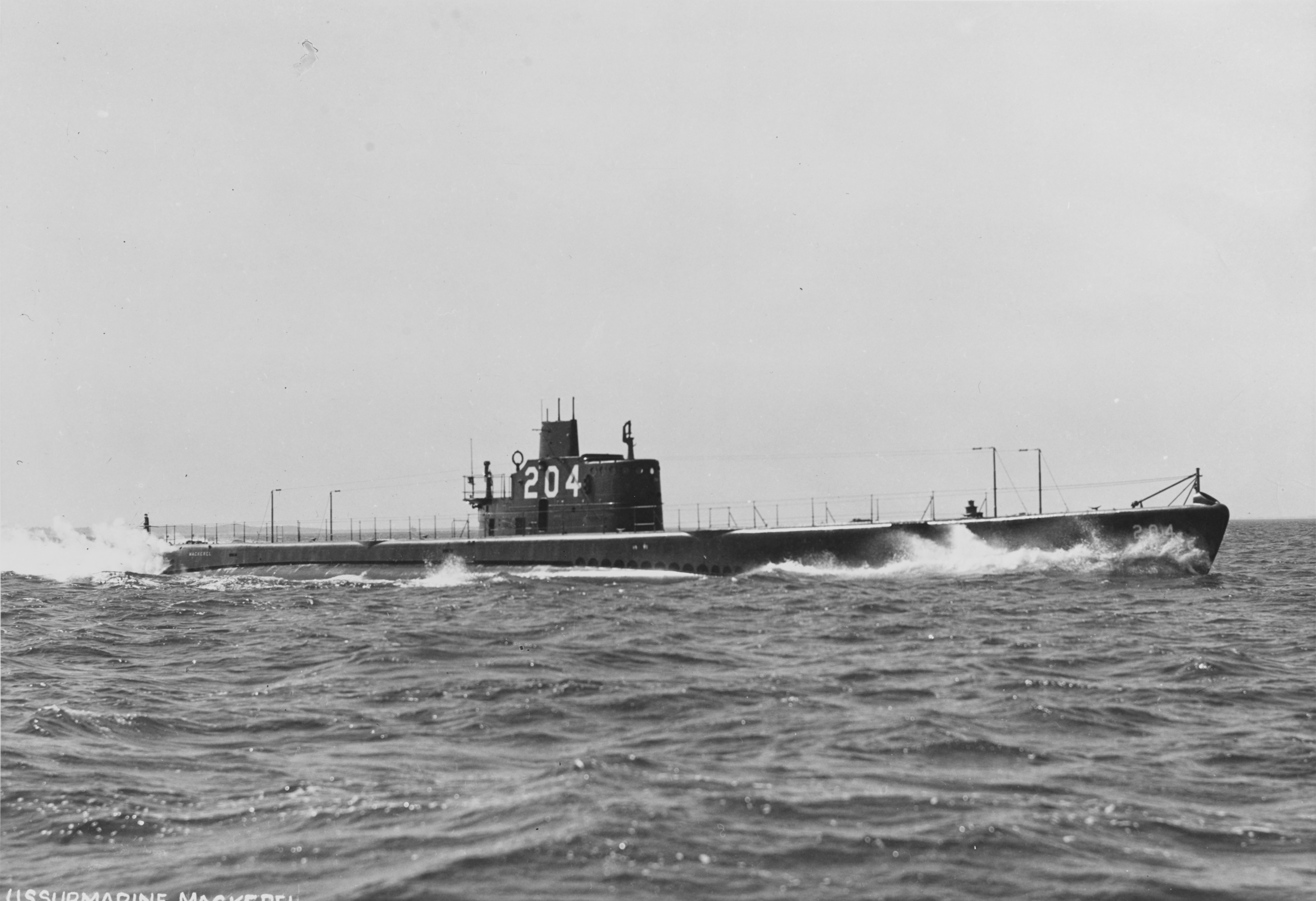
USS Mackerel (SS-204)

Za války byla přestavěna velitelská věž, přičemž novou hlavňovou výzbroj tvořil 127mm kanón a dva 20mm kanóny.